# Фиклен, Бесси
Бесси Фиклен (англ. Bessie Ficklen, полное имя Bessie Mason Alexander Ficklen; 1861—1945) — американская художница и поэтесса. Также работала кукловодом и написала на эту тему книгу «A handbook of fist puppets».

## Биография
Родилась 10 ноября 1861 года в городе Фредериксберг, штат Виргиния. Её мать — Бетти Мейсон, имела шотландские корни. Прадед Бесси, выпускник Эдинбургского университета, эмигрировал из Шотландии в США в колониальные времена. Поселившись в штате Джорджия, служил хирургом во время войны за независимость США. Её отец — Эдвард Александр был генералом, получив образование в Вест-Пойнте, поступил на службу в Инженерный корпус армии США. Во время Гражданской войны находился в армии Конфедеративных Штатов и служил начальником артиллерии у генерала Джеймса Лонгстрита.
Бесси Фиклен Фиклен окончила Колумбийский женский институт (Columbia Female Institute) в городе Колумбия, штат Теннесси. После открытия художественной школы в H. Sophie Newcomb Memorial College, стала её учеником, проявила особые успехи в рисовании и моделировании. Была участницей художественных выставок, в частности, в апреле 1928 года показала свои работы на 1-й выставке Allied Arts Exhibition в округе Даллас, штат Техас. Также писала стихи, делала и работала с марионетками.
28 декабря 1886 года вышла замуж за Джона Роуза Фиклена (1858—1907), профессора истории Тулейнского университета. У них было двое детей: сын Портер Александр (род. 1887) и дочь Элизабет Фитцхью (род. 1890).
Умерла 3 марта 1945 года в городе Саванна, штат Джорджия, и похоронена на кладбище Bonaventure Cemetery.